# 소화초등학교
소화초등학교(小花初等學校, Sohwa Elementary School)는 대한민국 경기도 수원시 영통구 원천동에 있는 사립 초등학교로, 1934년에 개교하였다. 아주대학교 옆에 있는 가톨릭 학교이며, 광암학원에 속해있다. 전 위치는 팔달구 북수동 성당이다.

## 학교 연혁
- 1934. 10. 02 소화강습회 설립
- 1934. 10. 02 초대 심응영 (데시데라도)교장 신부 부임
- 1946. 01. 24 소화국민학교로 개칭 인가(6학급)
- 1948. 2대 권태동 명의 교장 부임
- 1949. 09. 01 3대 윤병희(바오로)교장 신부 부임
- 1950. 09. 01 4대 최석우(안드레아) 교장 신부 부임
- 1950. 09. 30 5대 이복영(요셉) 교장 신부 부임
- 1954. 06. 석조 6개 교실 신축
- 1958. 09. 05 6대 임종구(바오로) 교장 신부 부임
- 1962. 09. 01 7대 장금구(크리소스토모) 교장 신부 부임
- 1964. 07. 12 8대 류봉구(아구구스티노) 교장 신부 부임
- 1966. 02. 11 학칙 변경(12학급 인가)
- 1967. 04. 21 류봉구 교장 신부 부임
- 1967. 07. 15 9개 교실 신축 (12학급 편성)
- 1970. 07. 25 9대 이계항(베드로) 교장 신부 부임
- 1973. 05. 22 10대 정덕진(루가) 교장 신부 부임
- 1983. 재단 명의 변경(학교법인 광암학원 이사장 김남수 주교)
- 1984. 06. 29 증축 363m3(강당, 특별교실, 수세식 화장실)
- 1993. 03. 01 11대 임원지(세실리아) 교장 수녀 부임 (살레시오 여자 수도회로 학교경영 위임)
- 1993. 12. 29 구관 내부 시설 보완 (전기, 도색, 전화)공사
- 1994. 02. 26 신관 바닥 록스트롱 공사 및 우천로 보도블럭 공사
- 1994. 10. 08 소화 개교 60주년 기념 어린이 놀이마당 학예 발표회 및 전시회 개최
- 1995. 08. 15 구관 바닥 럭스트롱 공사 및 강당 앞 기악실 2실 증축
- 1995. 09. 23 각 교실 컴퓨터(업무용 386)설치 및 실물화상기 2대 구입
- 1996. 08. 10 컴퓨터 펜티엄급 교체(30대)
- 1998. 02. 25 교단 선진화 멀티미디어 시스템 (3.4학년) 및 각 학급 실물화상기 설치
- 1998. 10. 20 열린수업공개 (경기도 수원교육청지정 열린수업시범학교)
- 1999. 10. 22 열린수업공개 (경기도 수원교육청지정 열린수업시범학교 2차년도)
- 1999. 03. 01 12대 민정임(요한나) 교장 수녀님 부임
- 1999. 12. 30 학교경영 (열린교육) 우수학교 표창(경기도수원교육청)
- 2000. 02. 25 교단선진화 멀티미디어 시스템(5.6학년: 교육청 보조) 설치
- 2000. 12. 22 새학교 이전 건축 허가
- 2001. 01. 11 새 학교 이전 신축공사 시작
- 2001. 02. 25 교단 선진화 멀티미디어 시스템(1.2년:교육청 보조) 설치
- 2002. 11. 04 제 2회 소화인의 날 운영(학교이전을 위한 바자회 겸 학부모 면담 학습물 전시회)
- 2002. 01. 17 학교 신축 이전
- 2002. 02. 16 제 54회 졸업식
- 2002. 03. 02 16학급 편성
- 2002. 03. 02 ‘02-’03학년도 경기도교육청 연구시범학교 지정(인성교육)
- 2002. 04. 09 학교 신축 이전 축복미사 봉헌 및 축복식 거행
- 2002. 11. 13 경기도교육청지정 인성교육 연구 시범학교 운영 보고회(1/2차년도)
- 2002. 12. 24 성탄맞이 소화인의 축제
- 2003. 02. 18 제 55회 졸업식(졸업생 누계: 4,468명)
- 2003. 03. 03 17학급 편성
- 2003. 06. 25 경기도 교육청지정 NEIS 시범학교 운영보고회 및 공로패 수상
- 2003. 10. 30 경기도 교육청지정 인성교육 시범학교 운영보고회 및 경기도 교육감 표창
- 2003. 12. 11 6학년 교육여행(제주도 일원 2박3일)
- 2003. 수원교육청 학교평가 우수상 표창
- 2003. 제 4회 수원시 건축문화상 수상(금상)
- 2004. 02. 13 제 56회 졸업식(졸업생 누계: 4,539명)
- 2004. 03. 02 18학급 편성
- 2004. 10. 02 소화개교 70주년 기념 시화전, 작품전시회. 경로잔치
- 2005. 09. 01 제 13대 정영자(율리아) 교장 수녀님 부임
- 2005. 12. 17 계발활동 및 특기적성 발표 및 전시
- 2006. 08. 과학실 리모델링
- 2006. 09. 19.~09. 22. 6학년 일본 수학여행(3박 4일)
- 2006. 10. 가사실 신설
- 2006. 12. 13 특기적성 교육 발표회
- 2007. 02. 15 제59회 졸업식(졸업생 누계: 4832명)
- 2007. 08. 01 14대 김미리(에블린)교장 수녀님 부임
- 2007. 09. 22 6학년 일본 교육 여행(후쿠오카 일원)
- 2008. 02. 16 제 60회 졸업식(졸업생 누계: 4,855 명)
- 2008. 07.~09. 과학실 현대화 사업
- 2008. 08.~09 노후 영상 기기 교체 사업(12대)
- 2008. 09. 23.~26. 6학년 교육 여행(중국)
- 2008. 12. 16 수원시 자원봉사 단체상 수상
- 2008. 12. 26.~2009. 02. 14. 학교 리모델링 사업(수원시 지원 사업)
- 2009. 02. 17 제 61회 졸업식(졸업생 누계: 4,964 명)
- 2009. 03. 02 신입생 학급당 정원 28명으로 감축
- 2009. 09. 24 개교 75주년 감사미사 및 남양성모상 봉헌식
- 2009. 09. 26 개교 75주년 예술제(청소년회관)
- 2009. 12. 08 경기도 교육청 우수학교 표창
- 2010. 02. 19 제 62회 졸업식(졸업생 누계: 5,073명)
- 2011. 03. 02 도미니코 사비오 도서관 및 급식실 신축 이전
- 2011. 03. 22 소화데레사관 완공 및 축복식
- 2011. 06. 30 3~4학년 인성수련회(2박 3일, 대전 살레시오 청소년관)
- 2011. 10. 25 6학년 중국(북경 일원) 교육여행(3박 4일)
- 2011. 11. 08 5학년 인성수련회 및 제주도 수학여행 (3박 4일)
- 2011. 12. 09 일본 노틀담소학교(자매학교) 방문단 내교
- 2012. 02. 08 제 1회 작은꽃 음악회(청소년 문화예술회관)
- 2012. 02. 16 제 64회 졸업식(졸업생 누계: 5,283명)
- 2012. 07. 24 일본 노틀담소학교(자매학교) 방문단 내교
- 2012. 08. 01 15대 박인숙 마오라 교장수녀님 부임
- 2012. 08. 27 국악관현악단 경기도 문화예술제 최우수상
- 2013. 02. 05 제 2회 작은꽃 음악회(청소년 문화예술회관)
- 2013. 02. 15 제 65회 졸업식(졸업생 누계: 5,387명)
- 2014. 05. 23 한둥지 나들이(경기대 입구 연암공원)
- 2014. 06. 14 운동장 벽화작업 시작
- 2014. 06. 28 예꼬사 및 어린이회 임원 평화교육(철원 첨성부대 방문)
- 2014. 09. 17 오케스트라 수원학생음악대회 대상
- 2014. 09. 30 운동장 인조잔디공사 준공식
- 2014. 10. 09 제21회 소화놀이마당
- 2014. 10. 24 개교 80주년 기념 예술제
- 2014. 10. 31 개교 80주년 기념미사 및 설립자 뽈리 신부님 흉상 제막식(이용훈 마티아 주교님 집전)
- 2014. 11. 11~14 6학년 교육여행
- 2015. 02. 12 제67회 졸업식(졸업생 누계: 5565명)
- 2015. 03. 03 입학식
- 2015. 05. 05 작은꽃 운동회
- 2016. 02. 04 제68회 졸업식(졸업생 누계: 5643명)

## 참고 자료
- 소화초등학교 - 한국교육학술정보원 학교알리미